# La Clef des ombres
La Clef des Ombres est un roman de Jacques Abeille, paru aux éditions Zulma en 1991, et rattaché à l'univers du Cycle des Contrées. Les éditions Attila, qui ont repris l'édition du cycle, le classe néanmoins dans une série à part, le Cycle des Chambres, dont il est le seul tome paru jusqu'à présent.

## Résumé
A Journelaime, ville provinciale de l'Empire de Terrèbre, l'archiviste Brice, homme laid et simple d'esprit, souffre-douleur de la sous-préfecture où il travaille, réalise qu'il passe ses nuits, en état de somnambulisme, à entrer clandestinement dans le parc de la sous-préfecture pour parler avec un inconnu dont il ne voit que l'ombre.
Il  se met alors à entrer de façon consciente dans le parc pour parler à cet homme dont il ne verra jamais le visage. Son esprit s'éveille au fil de ces discussions, tandis que l'homme mystérieux veut l'entrainer dans un complot comme le totalitarisme montant de l'Empire de Terrèbre (le même qui est évoqué dans le second roman du cycle, Le Veilleur du jour) Parallèlement, Brice commence avec angoisse à douter de l'existence de Sévérine, la servante qu'il a toujours connu dans la pension où il vit depuis l'enfance.
Lorsque l'homme mystérieux et Séverine disparaissent de sa vie, Brice achève sa métamorphose en devenant un beau jeune homme et en accumulant les succès auprès des femmes, mais aussi les succès professionnels, puisqu'on lui propose un concours prestigieux. Lui qui risquait sa vie pour lutter contre la dictature de Terrèbre clôt le roman en en devenant l'instrument, passant par la même occasion du personnage rêveur à l'archétype du conformisme.